# 박제윤
박제윤(1994년 12월 30일~)은 대한민국의 알파인 스키 선수로, 2014년 동계 올림픽에 참가했다.